# Desant na Drvar
Desant na Drvar (oryg. Десант на Дрвар) – jugosłowiański film wojenny z 1963 roku, w reżyserii Fadila Hadžicia.  

## Opis fabuły
Akcja filmu rozgrywa się w maju 1944. Gen. Lothar Rendulic przygotowuje operację desantu jednostki SS na teren kontrolowany przez partyzantów jugosłowiańskich. Głównym celem operacji ma być ujęcie sztabu armii partyzanckiej i samego Josipa Broz Tito, przebywających w bośniackim mieście Drvar. W tym czasie do kwatery partyzanckiej przybywa amerykański dziennikarz Charlie, który zamierza zrealizować reportaż o życiu partyzantów.

## Obsada
- Ljubiša Samardžić jako Milan
- Pavle Vujisić jako Vasina
- Maks Furijan jako gen. Rendulic
- Marija Lojk jako Lepa, siostra Milana
- Franek Trefalt jako Charlie, korespondent amerykański
- Iwo Jakšić jako oficer
- Boris Stefanović jako komisarz
- Pero Babić
- Rade Ceko
- Darko Tatić
- Adam Vedernjak